# ЛАЗ Е183
ЛАЗ Е183 (укр. ЛАЗ Е183), или ЭлектроЛАЗ-12 (укр. ЕлектроЛАЗ-12), — украинский низкопольный троллейбус, который выпускался в 2006—2013 годах Львовским автобусным заводом (ЛАЗ), в настоящее время выпуск прекращён. Данная модель пришла на смену устаревшим ЛАЗ-52522. Всего к сентябрю 2013 года был выпущен 271 троллейбус, которые работают в 21 городе Украины, а также в городах Пазарджик и Стара-Загора в Болгарии. В 2007 году ЭлектроЛАЗ-12 проходил испытания в Санкт-Петербурге (Россия). Существует сочленённая модификация — ЭлектроЛАЗ-20.
Конструктивные особенности троллейбуса ЛАЗ Е183:
- Кузов изготовлен из высокопрочной оцинкованной стали с полной антикоррозийной обработкой.
- Двери отсеков изготовлены из дюралюминия.
- Высокий срок службы кузова и высокий моторесурс ходовых частей.
- Применение безосколочных лобового и боковых стеклопакетов.
- Применение системы управления электродвигателем на IGBT производства Cegelec или Siemens, Чехия.
- Уменьшение расхода электроэнергии на 30-40 процентов по сравнению с троллейбусами, использующими реостатно-контакторную систему управления тяговым электродвигателем.
- Троллейбус может быть оснащён специальным дополнительным оборудованием по желанию заказчика.

## История
Первый экземпляр этой модели изготовлен в 2005 году и представлен в Киеве 23 августа того же года. Позже эту машину передали в Харьков, а затем — в Киев. Внешне первый троллейбус отличался от серийных другой формой контейнера электрооборудования. Однако перед отправкой в Киев, этот экземпляр был приближен к серийным образцам.
Во Львове троллейбусы такого типа курсируют по городу с лета 2006 года. На начало 2009 года в городе работало 11 таких троллейбусов, окрашенных в желто-синий цвет с бортовыми номерами 100—110. Линейка СитиЛАЗ (городские автобусы) имеет практически идентичный окрас, отличающийся жёлтым цветом крыши (у троллейбусов она синяя).
Общее количество выпущенных троллейбусов по состоянию на 2013 год превысило 260 серийных экземпляров. Больше всего троллейбусов ЭлектроЛАЗ-12 работает в Донецке — 70 штук. Около 55 % выпущенных троллейбусов эксплуатируются всего в трёх городах Украины — Донецке, Киеве и Харькове. ЛАЗ демонстрирует гибкость в комплектации троллейбусов — от бюджетной до полной, подобно линейке Solaris Trollino, которая не имеет в стандартной комплектации двигателя, системы управления, мостов и планирования пассажирского салона; к примеру, в Solaris Trollino 12 на выбор есть три двигателя Skoda, Emit i Pragoimex (все асинхронные), система управления на базе IGBT-транзисторов Medcom, Skoda Electric as i Cegelec. Согласно заказу города возможна установка дополнительного оборудования, например электронных маршрутных табло или кондиционера.
Следует отметить некоторые отличия первых прототипов от серийных машин. Среди них: крайне слабая система отопления и вентиляции (всего по две маленькие форточки на каждый борт), отсутствие системы против защемления пассажиров, очень громкий писк при торможении. Большинство недостатков устранены в серийных моделях, тем не менее характерный писк и плохая система вентиляции до сих пор остаются «ахиллесовой пятой» троллейбуса. Кроме того, прототипы отличились от последующих машин несколько иным видом приборной панели, форточка в кабине водителя открывалась как у легкового автомобиля, а сидения в пассажирском салоне не были «ковшёвыми».

## Описание модели

### Кузов
ЛАЗ Е183 построен на базе автобуса из линейки СитиЛАЗ, ЛАЗ А183, и в их конструкции есть много схожих черт и особенностей. Данный троллейбус предназначен для городских перевозок, для транспортировки больших масс пассажиров на загруженных маршрутах. На базе этого троллейбуса, построены двухсекционные ЛАЗ Е291 и Е301, последний ушёл в серийное производство, выпущено более 260 экземпляров модификаций D1 (коллекторные двигатели) и А1 (асинхронные двигатели), которые работают в Киеве и Харькове, Донецке и Кременчуге. Сам по себе, троллейбус ЛАЗ Е183 довольно крупный по размерам, его длина составляет 12 метров, он хорошо адаптирован к украинским дорогам, юркий и мобильный. Схема производства кузова троллейбуса осталась той же, что в линейке CityLAZ: кузов и обшивка выполнены из высокопрочной оцинкованной стали (ЛАЗ 52522, его предшественник, имел обшивку из оцинкованного листового железа, иначе говоря, жести), роль оцинковки следующая: цинк, окисляясь сам, не позволяет стали окисляться. Кузов ЛАЗ Е183 полностью обработан антикоррозийными эмалями и имеет достаточно высокий ресурс работы — не менее 12-15 лет. Колёсные арки изготовлены из нержавеющей стали (обработанные антикоррозийным покрытием), а багажные отсеки и двери моторного отсека изготовлены из дюралюминия, лёгкого нержавеющего алюминиевого сплава. Кузов троллейбуса одноэтажный, низкопольный, вагонного типа компоновки, несущий (основой кузова является готовый каркас, на который крепятся все агрегаты и элементы), сварен из высокопрочных стальных труб. Для укрепления кузова в него интегрирована рама.

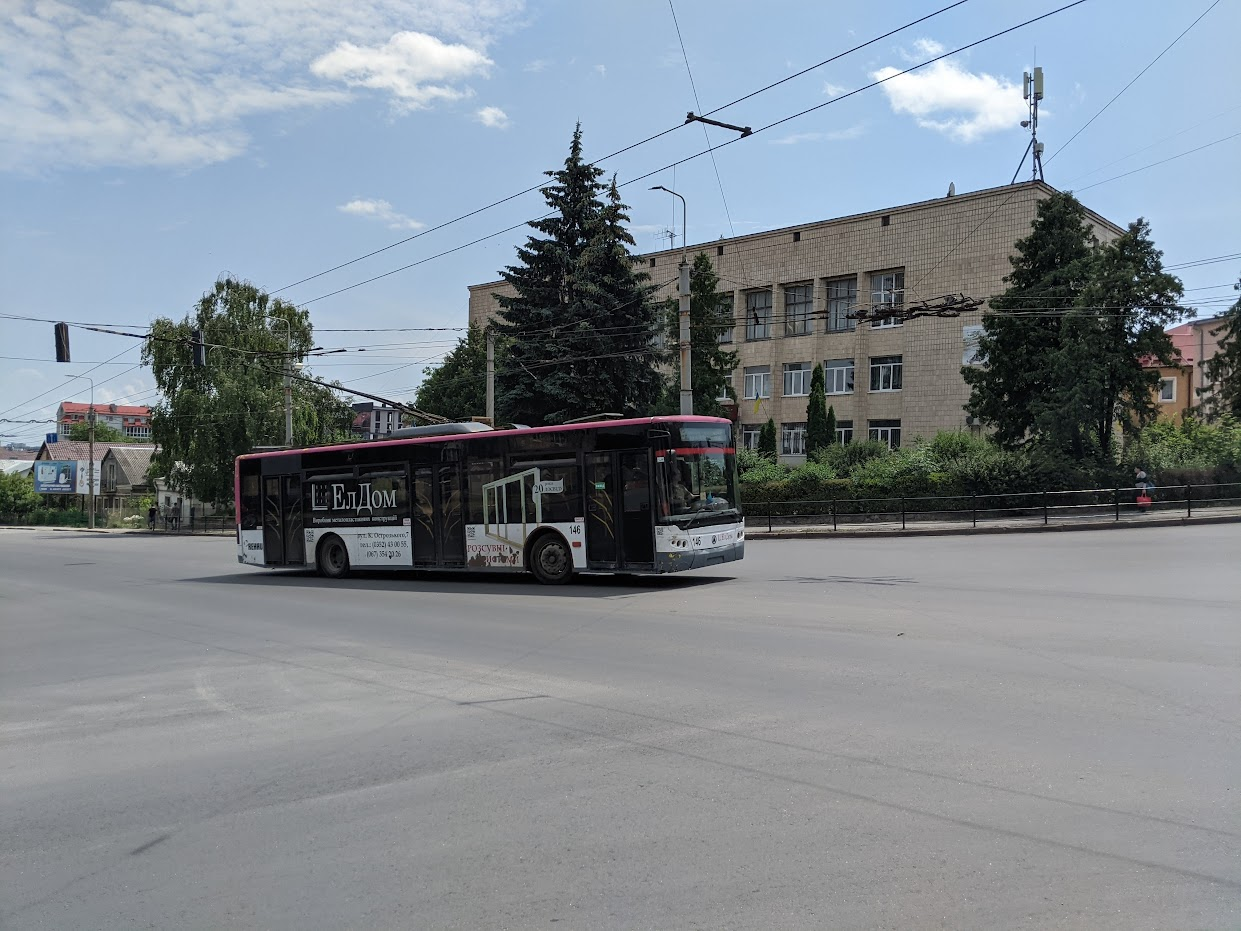
ЭлектроЛАЗ в Тернополе

### Передняя часть

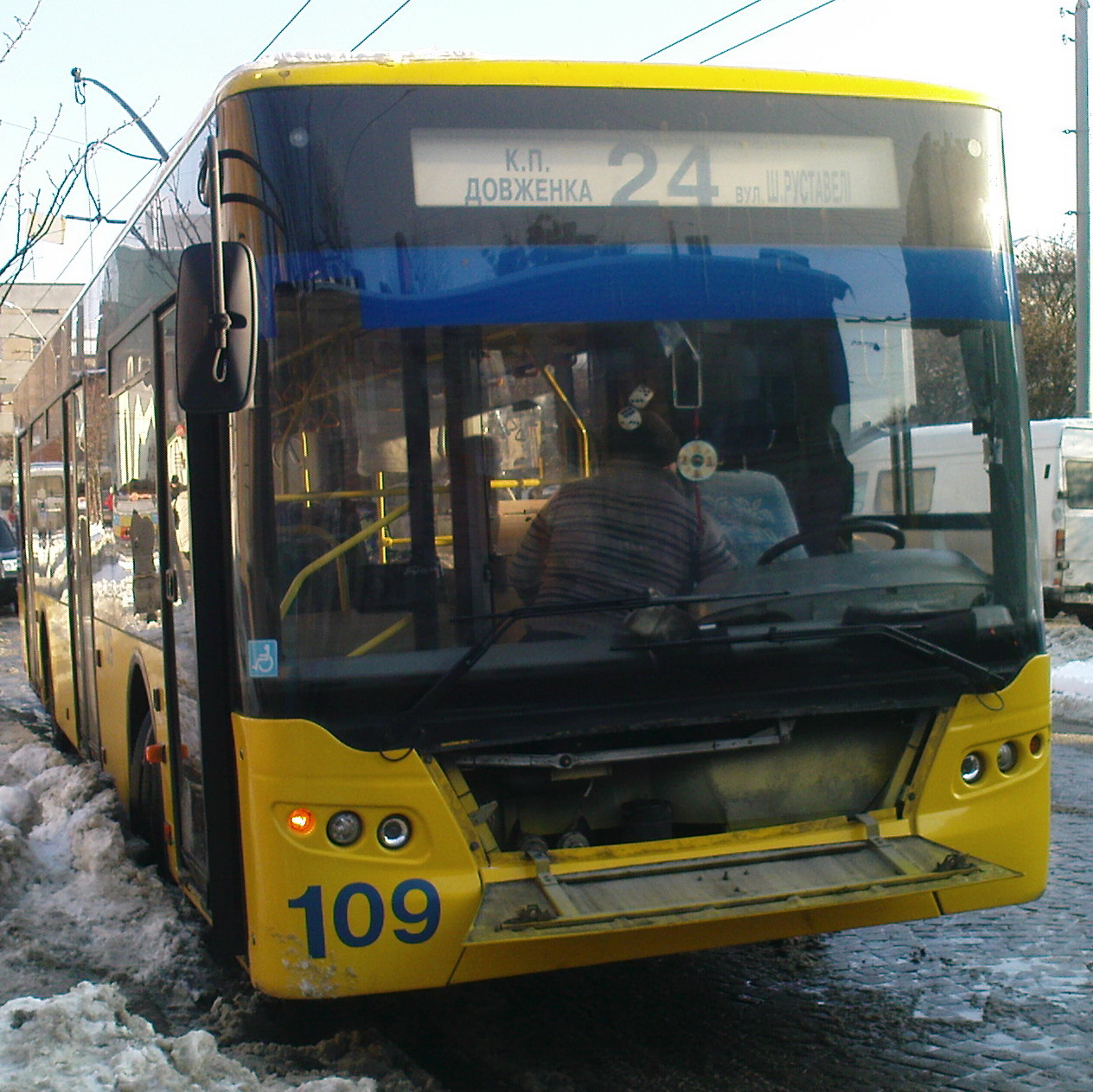
Капот не является крышкой моторного отсека, это просто багажное отделение

Передняя часть троллейбуса выполнена в похожем на СитиЛАЗ 12 (ЛАЗ А183) стиле — он облицован стеклопластиком, имеет ряд интересных особенностей. Под лобовым стеклом троллейбуса размещён выдвижной капот (сделан из дюралюминия), однако он не играет здесь роль крышки моторного отсека — мотор троллейбуса закреплён на заднем свесе под полом салона. Лобовое стекло ЛАЗ Е183 сплошное, вогнутое, безосколочное типа «триплекс» — это многослойное стекло, с двух сторон оклеенное одним или многими слоями эластичного прозрачного пластика. Пластик при повреждении удерживает осколки, и если при ударе стекло разбивается, то обломки не вылетают и остаются в массе до полной замены стеклопакета. Безосколочное лобовое стекло, как правило, способно выдерживать серьёзные повреждения (например, лобовые столкновения): даже если и вылетит из оконной рамы, то всё равно будет держаться вместе «листом». Лобовое стекло троллейбуса панорамное, обеспечивает водителю хороший обзор и высокий уровень контроля за ситуацией на дороге. Стеклоочистители горизонтального типа (размещены один под другим), их особенностью являются большие полотна-насадки, способные очищать максимально возможную поверхность стекла от осадков. Светотехника представлена 6 фарами, двумя указателями поворотов и передними габаритными огнями. Все фары троллейбуса имеют округлую форму, малого размера, оснащены линзами для большей дальности действия. Бампер троллейбуса — небольшого размера и окрашен в жёлтый цвет. Выше бампера размещены вышеупомянутый выдвижной капот, который служит багажным отсеком. На капоте прикреплена эмблема Львовского автобусного завода (чёрная буква «Л» в чёрном кружке, это стандартная эмблема ЛАЗа). Кроме того, на передке можно заметить надпись ElectroЛАЗ, указывающую на принадлежность ЛАЗ Е183 к данной линейке (по аналогии у автобуса CityLAZ-12 на передке есть надпись CityЛАЗ). На бампере троллейбуса имеется специально отведённое место для номерного знака, однако на украинских троллейбусах имеются только бортовые номера, присвоенные в соответствующем парке, которые клеятся либо на переднюю панель, либо на лобовое стекло. На кузове или лобовом стекле некоторых ЛАЗ Е183 можно заметить иконки, указывающие на удобства данного троллейбуса: одна из наиболее распространённых — иконка с человеком в инвалидной коляске на синем фоне. Зеркала заднего вида ЛАЗ Е183 — сферического типа, оснащены электроподогревом, антибликовым покрытием, закреплены на специальных кронштейнах над кабиной водителя и свисают над ней в стиле «ухо кролика».

### Ходовая часть
Задняя панель троллейбуса в большинстве аналогична линейке СитиЛАЗ: на ней размещён чётко очерченный сварной бампер, заднее стекло является сплошным, задний рейсоуказатель размещён в салоне у заднего стекла. Как и все другие стеклопакеты, заднее стекло также является безосколочным. Моторный отсек троллейбуса размещён на его заднем свесе, крышка моторного отсека сделана из дюралюминия, для улучшения охлаждения двигателя она приоткрывается. В кормовой части по левому борту размещён воздухозаборник двигателя, который необходим для его охлаждения. Моторный отсек оснащён шумоизоляционными материалами. Мотор троллейбуса размещён под полом салона, троллейбус комплектуется двигателем постоянного тока, модели ЭД-139АУ2 производства завода «Электротяжмаш», Харьков, двигатель имеет мощность 140 кВт; рабочее напряжение 550 В. Троллейбус также может комплектоваться двигателем переменного тока, модели ДТА-2У1 производства завода «Псковский электромашиностроительный завод», Псков, двигатель имеет мощность 170 кВт и крутящий момент 1150 Нм. Для питания низковольтных цепей применяется статический инвертор. Система управления тяговым двигателем ЛАЗ Е183 выполнена на IGBT, может применяться как система управления от Siemens AG, так и от Cegelec a.s. Praha (Чехия, Прага). За счёт дополнительных батарей троллейбус имеет автономный ход со скоростью не более 5 км/ч. Троллейбус имеет функцию рекуперативного торможения: рекуперация позволяет ЛАЗ Е183 снизить энергопотребление на 30-40 процентов по сравнению с троллейбусами, использующими реостатно-контакторную систему управления (РКСУ). Система штангоуловления в ЛАЗ Е183 является полностью механической, при соскальзывании штанги с контактной сети в кабине водителя подается громкий звуковой сигнал. Токоприёмники троллейбуса изготовлены чешской фирмой Lekov. Троллейбус является низкопольным, двухосным, колёса имеют бездисковую конструкцию, ведущий мост задний; мосты троллейбуса сделаны немецкой фирмой ZF. Подвеска зависимая, пневматическая; также подвеска троллейбуса может быть оборудована электронной системой понижения уровня пола ECAS «книлинг», позволяющий троллейбусу присесть на правые полуоси (он может и на левые, однако для беспрепятственного входа пассажиров, необходимо присесть как раз на правые), буквально до уровня тротуара.